# Hôtel Godbert
L'hôtel Godbert est un hôtel particulier, situé au n°2 du boulevard Lundy à Reims, dont les plans furent élaborés par l'architecte Édouard Lamy à la demande du manufacturier Rose-Croix Godbert.
La sculpture des ornements avait quant à elle été confiée à Joseph Wary, sculpteur-ornemaniste rémois, signataire de la fontaine Subé.

## Histoire
Construit en 1875, l'Hôtel Godbert se situe au 2, boulevard Lundy. Les travaux furent exécutés à la demande manufacturier (tissus) Rose-Croix Godbert, dit Godbert Jeune (1819-1897), conseiller municipal, et de son épouse Louise Deverly (1824-1909).

Leur monogramme GD est gravé dans un cartouche de marbre noir enchâssé dans le linteau de la fenêtre du 1er étage de la tour d’angle. 

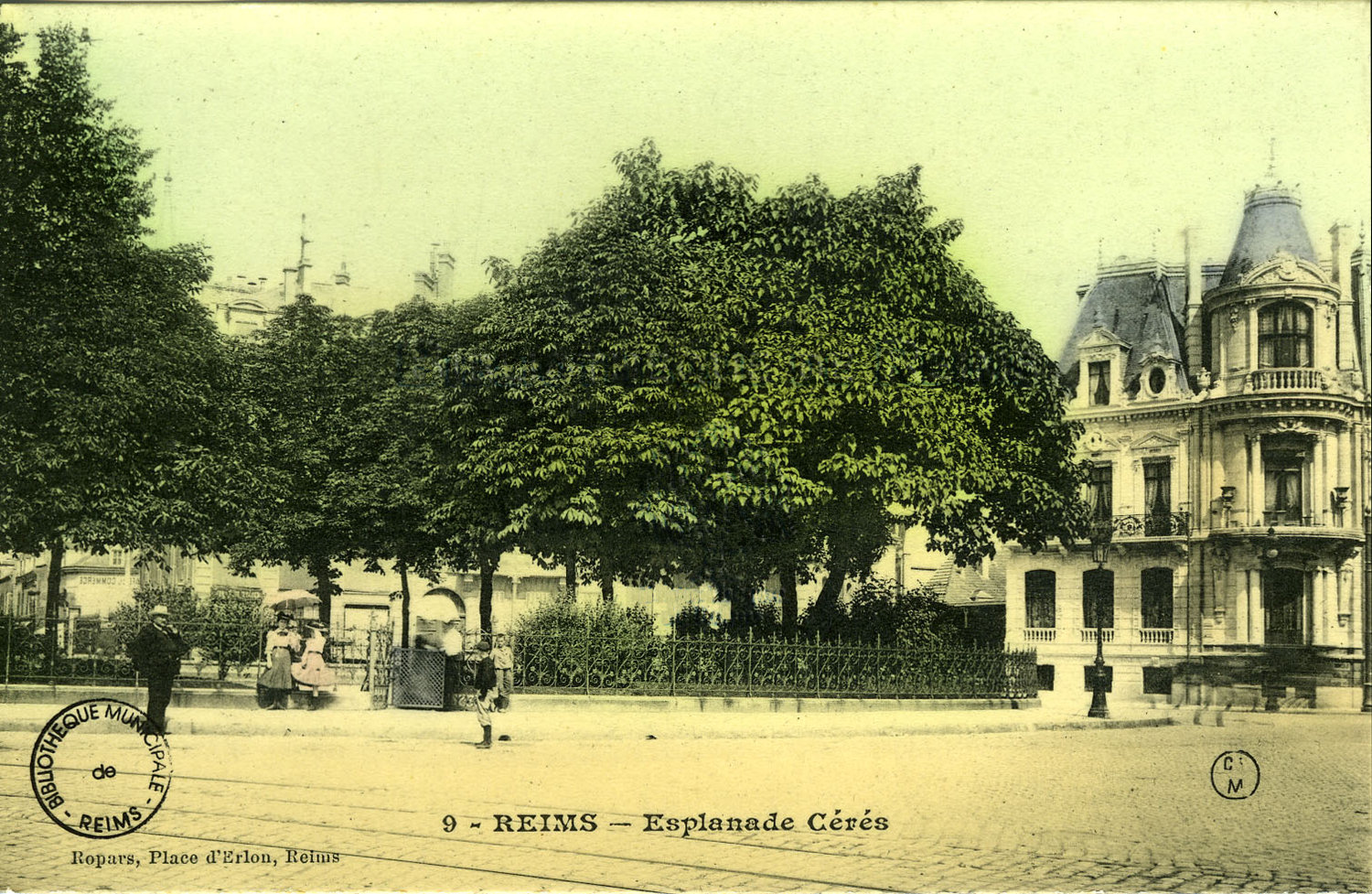
Avant 1914.

Les Godbert ne se sont pas associés aux vieilles familles rémoises. Quelques alliances naîtront dans leur pays d’origine avec les Deverly et les Taine, de Saint-Quentin. Leur fils Céleste Godbert, critique dramatique, occupa l’hôtel jusqu’à son décès en 1913, mais vécut surtout à Paris. 

L’industriel Léon Paindavoine (1892-1962), racheta la demeure en 1928 et l’occupa jusqu’en 1935. En 1936, l’hôtel est à nouveau inoccupé. En 1955 il appartient à la société « Le Ciment armé Demay frères ». Enfin en 1980, l’immeuble sera divisé en copropriété sous le nom de « Société civile immobilière Aristide Briand ».

## Galerie

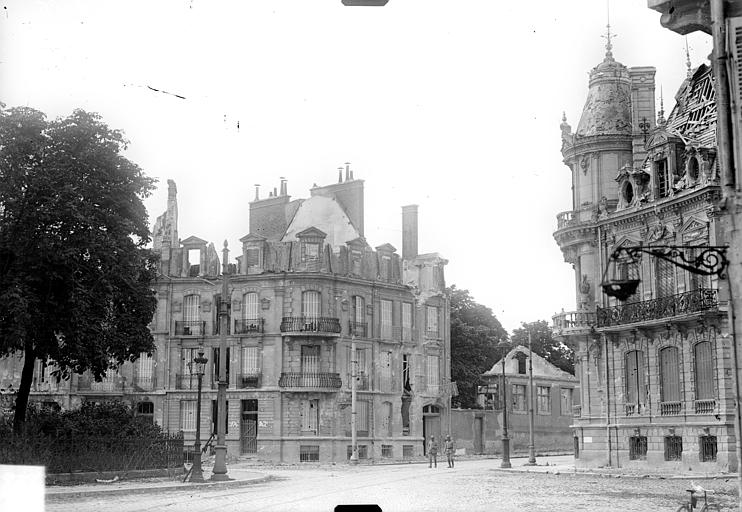
Dégâts de la Grande guerre.
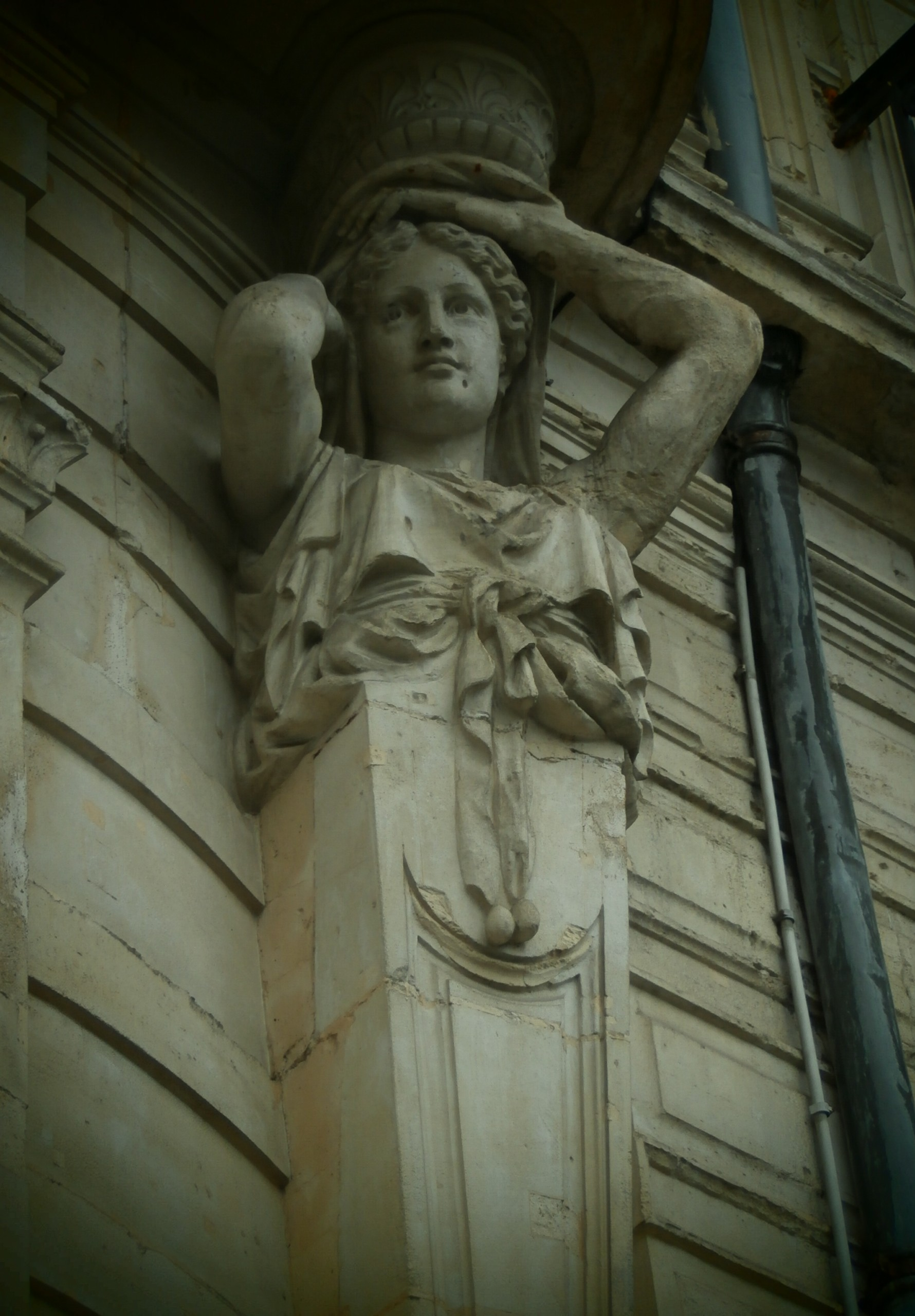
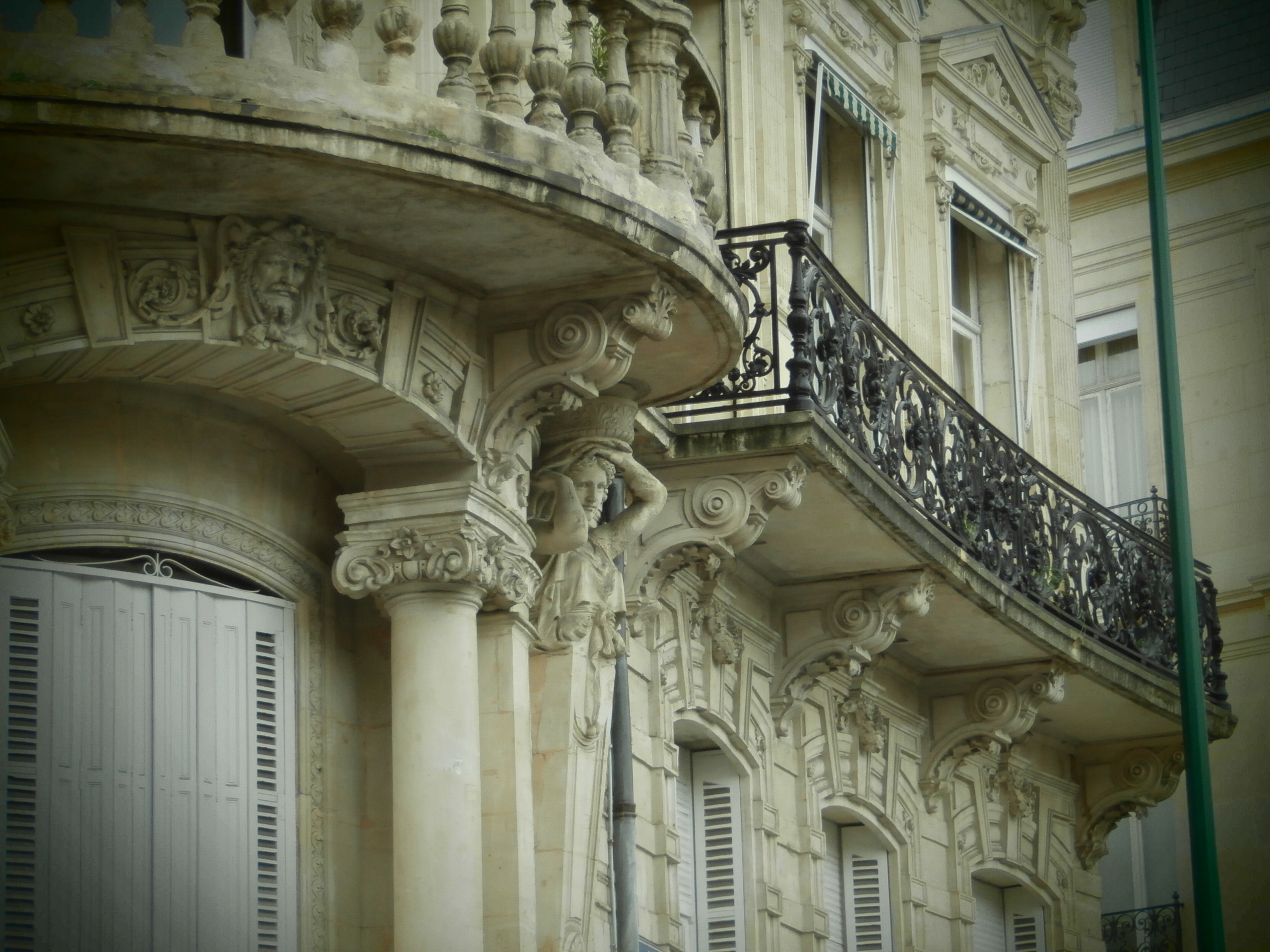
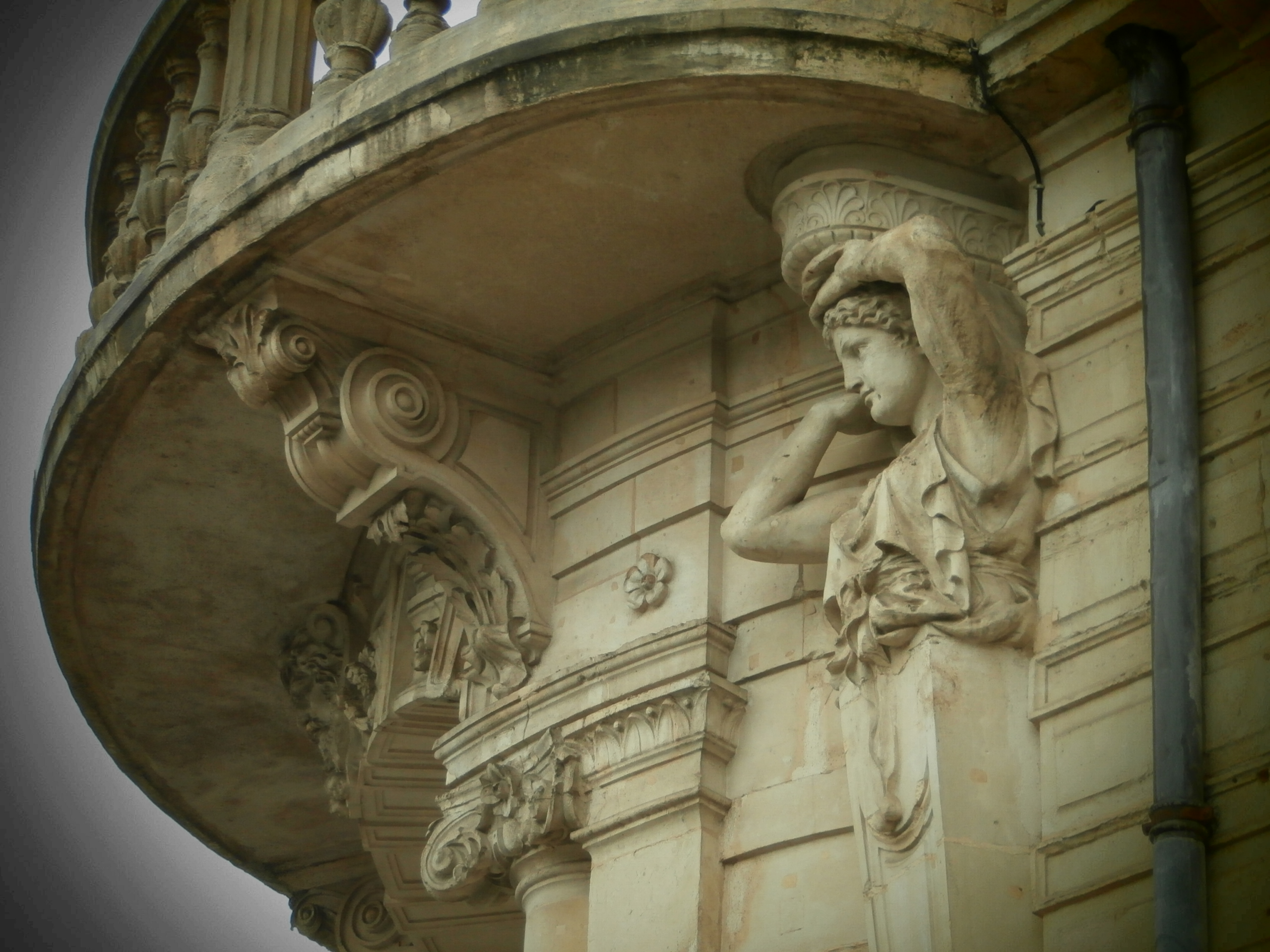